# Уруп (Афганистан)
Уруп (дари اوروپ) — кишлак на северо-востоке Афганистана, в вилаяте (провинции) Бадахшан. Входит в состав района Вахан.

## Географическое положение
Уруп расположен на северо-востоке Бадахшана, в высокогорной местности, на левом берегу реки Пяндж, вблизи места впадения в неё малой реки Уруп, на расстоянии приблизительно 128 километров к востоку-юго-востоку (ESE) от города Файзабада, административного центра вилаята. Абсолютная высота — 2725 метров над уровнем моря. Ближайшие населённые пункты — кишлак Дугургунт (выше по течению Пянджа), кишлак Саршхавр (ниже по течению Пянджа).

## Население
В национальном составе преобладают ваханцы.